# 米哈埃拉·佩内什
米哈埃拉·佩内什（羅馬尼亞語：Mihaela Peneș，1947年7月22日—2024年8月29日），罗马尼亚女子田径运动员，主攻标枪。她曾代表罗马尼亚参加1964年和1968年夏季奥林匹克运动会田径比赛，获得一枚金牌和一枚银牌。